# Eben Moglen

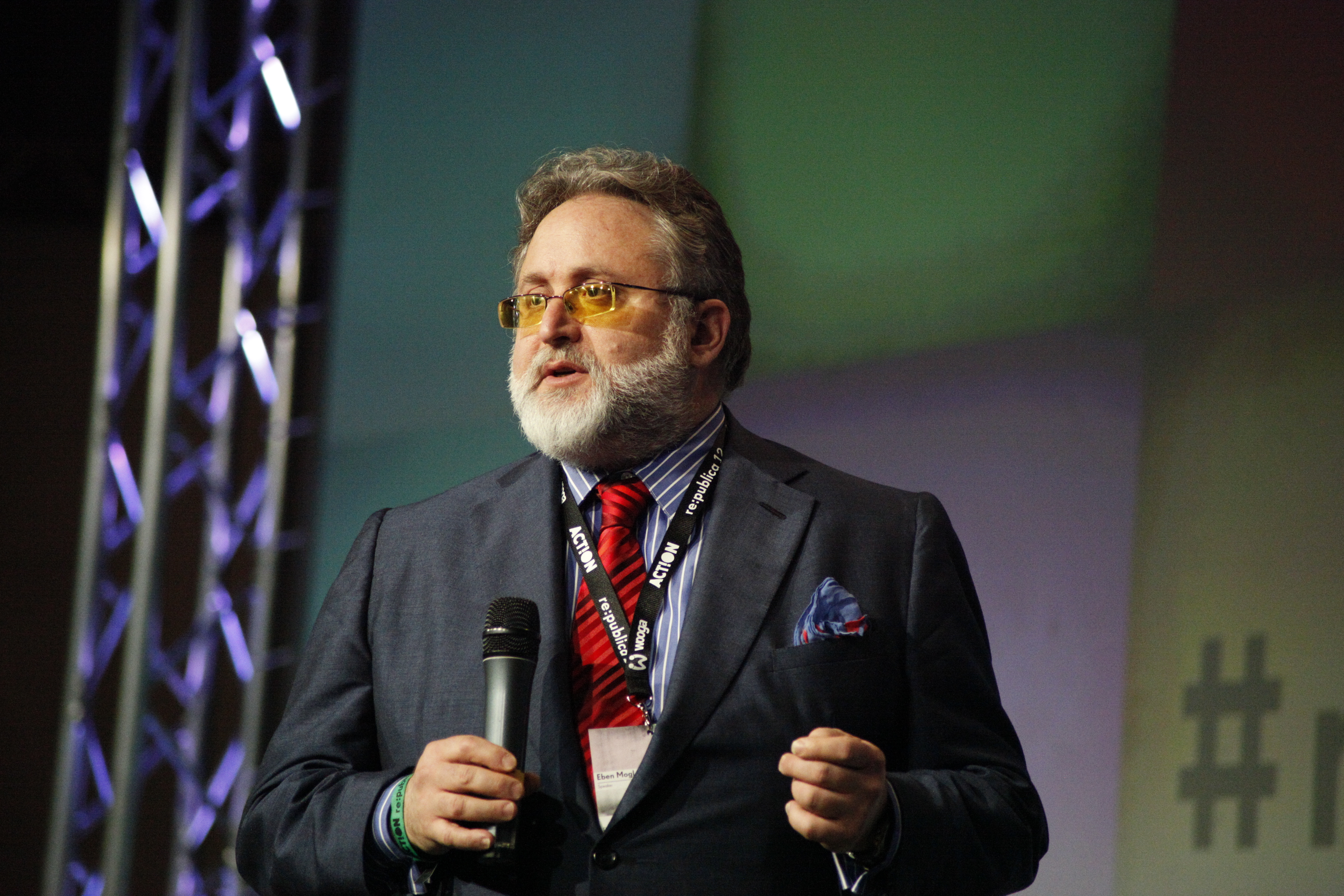
Eben Moglen auf der re:publica 2012

Eben Moglen (* 1959) ist Professor für Recht und Rechtsgeschichte an der Columbia Law School in New York.

## Leben
Er ist Gründer und Vorsitzender des im Februar 2005 gegründeten Software Freedom Law Center.
Eben Moglen begann mit 13 Jahren als professioneller Programmierer Software zu bauen. Von 1979 bis 1985 arbeitete er als Entwickler für Programmiersprachen bei IBM. 1991 verteidigte er Philip Zimmerman, Entwickler von PGP ("Pretty Good Privacy"), der für mehrere Jahre Ziel von strafrechtlicher Ermittlungen der US-Regierung war. Seitdem ist Eben Moglen als Anwalt der Free Media und Free Technology-Bewegungen aktiv.
Von 1994 bis 2016 war er pro bono Chefsyndikus der Free Software Foundation.
Moglen vertritt die Auffassung, dass freie Software eine wichtige Voraussetzung für eine demokratische und freie Gesellschaft darstellt, da wir von technischen Geräten umgeben und abhängig sind. Nur wenn die Kontrolle auf diese Technik durch freie Software allen offenstehe, so Moglen, sei auch eine Verteilung der Macht möglich.
Die weit verbreitete Auffassung, dass Eben Moglen an der Erstellung der GNU General Public License beteiligt gewesen sei, ist falsch: Moglen war erst ab 1994 für die FSF tätig, die GPL wurde aber vor 1989 formuliert. Der maßgebliche Autor der GNU General Public License, Richard Stallman, wurde dabei rechtlich von Jerry Cohen beraten. Moglen war allerdings an der Version 3 der GPL beratend beteiligt.

## FreedomBox Stiftung
Im Februar 2011 gründete Moglen die FreedomBox Foundation, um Software für einen sehr kleinen Server namens FreedomBox zu entwerfen. Die FreedomBox soll ein erschwinglicher Personal Server sein, auf dem nur freie Software mit Schwerpunkt auf anonymer und sicherer Kommunikation ausgeführt wird.